# الحمام (القفر)

تعديل مصدري - تعديل

الحمام محلة تابعة لقرية الشارصي، التابعة لعزلة بني جماعة بمديرية القفر إحدى مديريات محافظة إب في الجمهورية اليمنية، بلغ تعداد سكانها 35 حسب تعداد اليمن لعام 2004.